# 2256 Wiśniewski
2256 Wiśniewski este un asteroid din centura principală, descoperit pe 24 septembrie 1960, de Cornelis van Houten și Ingrid van Houten.